# Норвежско-шведские отношения
Норвежско-шведские отношения — двусторонние отношения между Норвегией и Швецией. Дипломатические отношения между странами были установлены в 1905 году, после подписания Карлстадских соглашений. У Швеции есть посольство в Осло, а Норвегия имеет посольство в Стокгольме. Протяжённость государственной границы между странами составляет 1666 километров.

## Сравнительная характеристика
|                     | Норвегия                                           | Швеция                                             |
| ------------------- | -------------------------------------------------- | -------------------------------------------------- |
| Население           | 5 594 340                                          | 10 591 058                                         |
| Территория          | 385 207 км²                                        | 447 435 км²                                        |
| Плотность населения | 13.1 чел./км²                                      | 21.5 чел./км²                                      |
| Столица             | Осло                                               | Стокгольм                                          |
| Крупнейший город    | Осло                                               | Стокгольм                                          |
| Правительство       | конституционная монархия                           | конституционная монархия                           |
| Язык                | норвежский                                         | шведский                                           |
| Основная религия    | христианство                                       | христианство                                       |
| ВВП                 | 351 млрд долларов США (67,445 $ на душу населения) | 467 млрд долларов США (47,319 $ на душу населения) |
| ИЧР                 | 0,961                                              | 0,947                                              |

## История
Шведско-норвежская уния была заключена в результате шведско-норвежской войны 1814 г. (ранее была предусмотрена Кильским договором, прекратившим Датско-норвежскую унию). Уния была компромиссом между норвежским стремлением к независимости, с одной стороны, и желанием Швеции компенсировать потерю Финляндии в результате войны с Россией и Померании — с другой. Швеция обязалась признать внутреннюю самостоятельность Норвегии и её Эйдсволльскую конституцию 1814 г. (с поправками, учитывавшими создание унии). Расторгнута Карлстадскими соглашениями 1905 года, после чего Норвегия обрела полную независимость и собственного короля — Хокона VII.
Обе страны являются полноправными членами Северного совета и Совета Европы. Около 45000 норвежцев проживает в Швеции и около 100000 шведов живёт в Норвегии.